# Manizales
Manizales je mesto v osrednji Kolumbiji. Je glavno mesto departmaja Caldas in leži blizu vulkana Nevado del Ruiz.
Trenutno je mesto glavno središče proizvodnje kolumbijske kave in pomembno središče za visokošolske ustanove.

## Zgodovina
Manizales je bil ustanovljen 12. oktobra 1849. Da bi ga ustanovil, je Marcelino Palacio predložil skupščini Antioquia zahtevo za ustanovitev župnijskega okrožja. Manuel María Grisales in Joaquín Antonio Arango sta vodila skupino naseljencev, ki so prišli iz Neire in Salamine in ki je omogočila ustanovitev mesta. Njegov prvi župan je bil Antonio Ceballos. Službo je prevzel 1. januarja 1850.
Leta 1869, v času uprave Alejandra Gutiérreza Aranga, je bila zemlja po dolgi in nasilni tožbi proti družbi González y Salazar, lastniku zemljišča, kjer je bila večina mest v mestu, predana prvim naseljencem v mestu severno in središče departmaja Caldas. Mesto je kmalu postalo izobraževalno središče in do leta 1880 industrijsko središče s tipično antioquiansko kulturo, v kateri je bila kava osnova regionalnega gospodarstva. Pridobil je pomen v številnih državljanskih vojnah, ki so se zgodile v Kolumbiji. Bil je trdnjava konservativne Antioquia in le enkrat so jo zasedli kavkaški liberalci. Zato je mesto dobilo vzdevek Nido de Águilas. Vpliv le-teh je, paradoksalno, povečal njegov pomen kot centra trgovine in komunikacij.
Leta 1905 se je rodil departma Caldas in mesto Manizales, ki je bilo do takrat drugo mesto departmaja Antioquia, je postalo njegovo glavno mesto. To je prispevalo k izboljšanju sredstev za gibanje in komunikacijo, s čimer je mesto popeljalo v zenit razvoja. Do takrat je imelo mesto okoli 24.700 prebivalcev.
Leta 1919 je bila odprta železniška proga, ki je povezovala mesto Puerto s Caldasom, leta 1927 pa je bila podaljšana, dokler ni dosegla mesta Pereira in Armenie. Gradnja železnice je omogočila rast gospodarstva. Od leta 1950 do 1970 se je Manizales utrdil kot epicenter kave Kolumbije in pomemben emporium na zahodu države, do leta 1980 pa je razvil avantgardno arhitekturo in postal zelo pomembno univerzitetno središče.
Trenutno je Campus El Cable, sedež Šole za arhitekturo in urbanizem Nacionalne univerze Kolumbije v Manizalesu.
Leta 1960 je bila zgrajena prva visoka stanovanjska stavba: El Triángulo Building. Leta 1966 je Gran Caldas razpadel, pri čemer so nastali sedanji departmaji Caldas, Quindío in Risaralda.
Do leta 1990 je mestna oblast videla, da ne more še naprej biti odvisna od nestabilnega trga kave, in je začela alternativni razvojni načrt, ki se danes osredotoča na industrijske, komercialne in izobraževalne projekte ter dogodke. Leta 1999 je Manizales med paradami in veselicami praznoval svojo 150. obletnico.

### Nesreča
- Požari v Manizalesu. V letih 1922, 1925 in 1926 je več požarov uničilo velik del mesta Manizales in uničilo njegovo staro stolnico. Po tem zgledu je bila v soseski Cipra zgrajena cerkev Rožnovenske Matere Božje. Med letoma 1930 in 1940 je mesto dokončalo obnovo in tako ustvarilo glavni simbol mesta: stolnico baziliko Marije Rožnega venca iz Manizalesa.
- Potresi: Zaradi svoje lege je mesto izpostavljeno veliki potresni aktivnosti. Omenjeni so na primer trije potresi: eden 30. julija 1962 (potres je povzročila zrušitev enega od stolpov stolnice), drugi 23. novembra 1979 (mesto prizadel potres z epicentrom v severu doline, ki je povzročil resno škodo) in 25. januarja 1999 z epicentrom v mestu Armenia, ki je, čeprav ni umrlo v Manizalesu, povzročil resno škodo v departmajih Quindío in Risaralda kot tudi manjše poškodbe na nekaterih stavbah mesta. Ta potres je bil magnitude 6,1.
- 'Izbruh Nevado del Ruiz. Leta 1985 je izbruhnil vulkan Nevado del Ruiz (ta vulkan je na vplivnem območju mesta), ki je ustvaril plaz blata in kamenja, ki si ga bodo zapomnili kot tragedijo Armero.
- Tragedija La Carole. 21. decembra 1993 ob 6.45 uri. m., se je v soseski La Carola sprožil plaz, ki je uničil 16 domov in jih prizadel še 38. Povzročil je smrt petih ljudi ter precejšnjo škodo na cestah in servisnih omrežjih. To je eden od zaključkov tehničnega poročila, ki ga je naročil župan mesta Manizales in ga je pripravila komisija strokovnjakov, ki je raziskala vzroke, ki so privedli do tragedije.
- Tragedija La Sultana. 4. decembra 2003, ob 2. popoldne, je 15.000 m³ zemlje padlo z gore na eni strani Calle 68 med Carrera 9 in 9A, pri čemer je umrlo 16 ljudi v soseski La Sultana v Manizalesu.
- Cervantesova tragedija. 5. novembra 2011 se je v soseski Cervantes zaradi močnega deževja, ki je prizadel državo, zgodil zemeljski plaz. Ocenjuje se, da je umrlo okoli petdeset ljudi. Inštitut za hidrologijo, meteorologijo in okoljevarstvene študije (IDEAM) je dejal, da je to dejstvo posledica fenomena La Niña.[2] Vendar so mesece pozneje preiskave prinesle rezultate o tej katastrofi, krivdo pa je okrivilo podjetje Aguas de Manizales, ponudnik storitev vodovoda v mestu, zaradi tragedije, ki jo je povzročila pretrgana cev pod podrtim pobočjem.
- Tragedija Aranjuez. Med 18. aprilom 2017, med nočnimi urami in zgodnjim jutrom 19. aprila 2017, je v soseski Aranjuez na jugu mesta padlo na tisoče kubičnih metrov zemlje. Zaradi izrednih razmer je bilo prizadetih skoraj 500 ljudi, ogroženih pa je tudi 80 domov. Umrlo je 17 ljudi. Plaz je povzročila zimska sezona, doživeta v notranjosti države.[3]

## Geografija
Manizales je glavno mesto enega najmanjših kolumbijskih departmajev. Mesto je opisano, da ima nepričakovano topografijo in leži na  Cordillera Central (del najdaljšega celinskega gorovja Andov), z veliko grebenov in strmih pobočij, ki v kombinaciji s potresno nestabilnostjo območja, zahteva arhitekturne prilagoditve in javna dela, da bi mesto postalo varnejše. Čeprav ima Manizales to zelo težko topografijo, je na njegovih rodovitnih tleh veliko nasadov kavovca. Mesto je v severnem delu kolumbijske osi pridelovalcev kave (Eje Cafetero), blizu vulkana Nevado del Ruiz, ki ima nadmorsko višino 5321 metrov.
Je v porečju reke Chinchiná in porečju reke Guacaica. Njegove naravne grožnje so potresi, plazovi in vulkanski izbruhi.

### Podnebje
Po Köppnovi podnebni klasifikaciji je Manizales Cfb, subtropsko visokogorsko podnebje, vendar vedno vlažno. Nižje nadmorske višine se približujejo ekvatorialnemu podnebju (Af), kot ga najdemo na ravnicah. Kljub temu, da je mesto v tropih, je redko zelo vroče, saj so zaradi velike nadmorske višine skozi vse leto pomladne temperature. V mestu sta samo dve sezoni: mokra in suha, ki se izmenjujeta skozi vse leto, pri čemer vsaka traja približno tri mesece. Mesečna povprečja so precej enotna. Manizales prejme približno 1500 milimetrov padavin na leto, pri čemer je oktober najbolj moker.

## Gospodarstvo
Njegovo osnovno gospodarstvo je tradicionalno pridelava in proizvodnja kave. To je spodbudilo ustvarjanje novih delovnih mest in več tovarn, od katerih nekatere ostajajo v metropolitanskem območju, druge pa so zmanjšale svoje poslovanje ali se preselile v druga mesta, kar je poslabšalo problem brezposelnosti. Ta podjetja med drugim proizvajajo izdelke, kot so alkoholna pijača, čevlji, guma, čokolada, banke, detergenti in mila, mletje in pakiranje kave, programska oprema in metalurgija. Poleg tega so v sektor kave vključene institucije in podjetja, ki so del procesa kave (mlatilci, zadruge, izvozniki).
V drugi polovici 20. stoletja so bile v mestu ustanovljene številne univerze, tako da je Manizales drugo največje univerzitetno mesto v državi. Univerze obiskujejo študenti iz različnih regij države, kot so Tolima, Risaralda, Valle, Quindio, Antioquia, Nariño in Huila, med drugim.
Storitveni sektor je uspel, predvsem v obliki klicnih centrov, in to je postalo ena od primarnih gospodarskih dejavnosti mesta.
Manizales je osvojil prvo mesto v posebni kategoriji poslovne promocije na V nagradi Iberoamerican Digital Cities Award, ki jo organizira Latinskoameriško združenje raziskovalnih centrov in telekomunikacijskih podjetij (AHCIET). V študiji iz leta 2010, ki jo je izvedla Svetovna banka, je bil Manizales uvrščen kot najboljše in najlažje kolumbijsko mesto za poslovanje.

## Umetnost in kultura
Najpomembnejši kulturni dogodki v mestu so Mednarodni gledališki festival Manizales , ki je eden večjih gledaliških dogodkov v Latinski Ameriki, ki je bil ustanovljen leta 1968 na pobudo Carlosa Ariela Betancurja, in Manizales Jazz Festival, ki združuje jazz glasbenike z vsega sveta; oba potekata letno.
Sejem Manizales je bil ustanovljen leta 1951 ob prvi stoletnici mesta. Začelo se je z bikoborbami in značilno parado "Manolas" (španska procesija). Zaradi svoje gostoljubnosti je bilo na sejem pripeljanih več predstav in predstavitev, kot je International Coffee Beauty Pageant, ki je skupaj s sezono bikoborb osrednji dogodek sejma. Sejem trenutno vključuje dejavnosti, kot so parade jahanja, obrtni sejmi, koncerti, druge parade, športni, domači in mednarodni glasbeniki in godbe, tekmovanja konj in živine ter kulturne predstave. To je pomembno praznovanje v Kolumbiji, tako kot karneval Barranquilla.

## Znamenitosti
- Stolnica bazilika Rožnovenske matere Božje, Manizales, visoka je 113 metrov
- Nevado del Ruiz v naravnem parku (z jamami in snegom)
- Žičnica Mariquita
- Ekološki park Los Yarumos
- Vroči vrelci Ruiz
- Vroči vrelci Otún
- Muzej zlata Banco de la Republica
- Naravoslovni muzej Universidad de Caldas
- Muzej umetnosti Universidad de Caldas
- Arheološki muzej Universidad de Caldas
- Botanični vrt Universidad de Caldas
- Naravoslovni muzej CC
- Muzej znanosti in iger Universidad Nacional de Colombia

## Mednarodne povezave

### Pobratena mesta
Manizales je pobraten z:
- Rosario, Argentina[8]
- Montréal, Kanada
- Lizbona, Portugalska
- Oxford, Anglija, Združeno kraljestvo
- Barcelona, Španija
- Valencia, Španija
- Bayamón, Portoriko, ZDA